# Markward von Prüm
Markward von Prüm (lat. Marquardus Prumiensis) (* 8. Jahrhundert oder 9. Jahrhundert; † 27. Mai 853) war Abt von St. Hubert und der Abtei Prüm. Er wird als Seliger verehrt.

## Leben
Er stammte aus dem Gebiet des heutigen Frankreich und war zunächst Benediktiner in Ferrières. Im Jahr 829 wurde er Abt von St. Hubert und der Abtei Prüm. Das Amt in St. Hubert gab er nach sieben Jahren auf. 
Markward stand dem karolingischen Königshaus nahe. Er wird in der Literatur als Berater Ludwig des Frommen bezeichnet. Er hatte aber auch ein Vertrauensverhältnis zu dessen Söhnen Lothar und Karl dem Kahlen. Im Jahr 833 nach dem Sieg der Söhne Ludwigs aus dessen erster Ehe über den Kaiser wurde der spätere Karl der Kahle nach Prüm verbannt und der Obhut Markwarts übergeben. Auf diesen mehrmonatigen Aufenthalt gehen die Berichte über ein Lehrer-Schüler-Verhältnis zwischen Markward und Karl zurück. Der Kaiser sandte Markward zu dem aufständischen Lothar, um zu vermitteln.  Nach der Niederlage der Söhne Ludwigs wandte sich 835 der Abt Hraban von Fulda an Markward und bat ihn sich für die Wiedereinsetzung des nach dem Aufstand entmachteten Erzbischofs Ebos von Reims bei Karl dem Kahlen einzusetzen. Der Erzbischof war zu dieser Zeit in Fulda inhaftiert. Die Treue Markwards belohnte Ludwig mit der Übereignung von Gütern. Möglicherweise gehörte er zu einer kaiserlichen Gesandtschaft, die 835 Lothar in Italien aufsuchte. Im Jahr 841 bestätigte Lothar auf Bitten Markwards die Immunität von Prüm. Obwohl Prüm im Reich Lothars lag, bestätigte auch Karl der Kahle auf Bitten Markwards dem Kloster 845 die Immunität.  Karl bat Markward 846 zu einem Gespräch zu ihm zu kommen.
Markward war gebildet. Er beauftragte den Mönch Wandalbert mit der Neufassung der Vita des heiligen Goar. Er stand auch in engen Kontakt mit Lupus von Ferrières. Zu seiner Zeit bildete Prüm ein Zentrum der Kultur und Frömmigkeit.
Er gründete in Münstereifel eine Tochterniederlassung von Prüm. Im Jahr 844 
reiste er nach Rom. Von Lothar hatte er Empfehlungsbriefe an Papst Gregor IV. dabei, um von diesem Reliquien zu erhalten. Nachdem der Papst gestorben war, erhielt Markward auch Empfehlungen für Papst Sergius II. Aus Rom brachte er die Reliquien des heiligen Chrysanth und der heiligen Daria mit. Diese überführte er nach Münstereifel. Im Translationsbericht ist von verschiedenen Wundern auf dem Weg die Rede. Dieser Bericht stammt möglicherweise von dem Abt selbst. Durch die Reliquien entwickelte sich die Niederlassung in Münstereifel zu einem Wallfahrtsort. 
Er wird als Seliger verehrt. Sein Gedenktag ist der 27. Februar.